# Kasernenkommandant
Der Kasernenkommandant (KasKdt) bezeichnet bei der Bundeswehr zumeist die Dienststellung des dienstältesten Offizieres einer Kaserne oder einer vergleichbaren militärischen Liegenschaft (etwa Universität der Bundeswehr). Er ist nicht zu verwechseln mit dem Standortältesten, der ähnliche Aufgaben hat, diese jedoch kasernenübergreifend regelt.

## Dienststellung und Aufgaben
Der Kasernenkommandant hat nicht unbedingt den höchsten Dienstgrad (bzw. bei Wahrnehmung der Funktion durch einen Beamten die höchste Amtsbezeichnung) in der militärischen Liegenschaft, im Rahmen seiner Aufgaben hat er jedoch umfangreiche Befehls- und Weisungsbefugnisse gegenüber den Verbands- und Einheitsführern der Kaserne, für die er zuständig ist - § 3 Vorgesetztenverordnung (VorgV).
Bei der Erfüllung seiner Aufgaben wird er regelmäßig durch den Kasernenoffizier oder Kasernenfeldwebel unterstützt. Seine Vertretung bei Abwesenheit regelt er selbständig.
Zu seinen Aufgaben gehören regelmäßig:
- Kasernenbezogene Projektplanung (z. B. Straßenbau, Verkehrsregelung, Belegpläne der Unterkünfte), die nicht einer einzelnen Einheit zuzuordnen sind.
- Wachvorgesetzter der militärischen oder zivilen Wache einer Kaserne.
- Zusammenarbeit mit örtlichen Behörden (z. B. Polizei)

Siehe auch: Wachdienst in der Bundeswehr